# Associazione Calcio Femminile Milan 2011-2012
Questa voce raccoglie le informazioni riguardanti la Associazione Calcio Femminile Milan nelle competizioni ufficiali della stagione 2011-2012.

## Stagione
Nella stagione 2011-2012 l'A.C.F. Milan ha disputato la Serie A, massima serie del campionato italiano femminile di calcio, concludendo al tredicesimo e penultimo posto con 12 punti conquistati in 26 giornate, frutto di 2 vittorie, 6 pareggi e 18 sconfitte, costringendola alla retrocessione in Serie A2 per la stagione entrante.
Nella Coppa Italia è sceso in campo sin dal primo turno, dove ha eliminato il Fiamma Monza, per poi eliminare nel derby cittadino l'Inter Milano, raggiungendo così gli ottavi di finale dove trova il Brescia che la elimina battendola per 4-1.
Inizialmente giocò le partite interne a Milano, al Campo Sportivo Atletico Milano, comunicando successivamente il trasferimento al Centro sportivo comunale "Gianni Brera", Campo 1, di Pero.

## Rosa
Rosa aggiornata alla fine della stagione.
| N. |                   | Ruolo | Calciatrice          |
| -- | ----------------- | ----- | -------------------- |
|    | Italia (bandiera) | C     | Silvia Baldi         |
|    | Italia (bandiera) | D     | Federica Begni       |
|    | Italia (bandiera) | C     | Veronica Brutti      |
|    | Italia (bandiera) | A     | Alice Lidia Cama     |
|    | Italia (bandiera) | A     | Sonia Cammarata      |
|    | Italia (bandiera) | A     | Federica Cappella    |
|    | Italia (bandiera) | A     | Isabella Costanzo    |
|    | Italia (bandiera) | A     | Erica Croce          |
|    | Italia (bandiera) | P     | Clarissa D'Ambrosio  |
|    | Italia (bandiera) | C     | Chiara Dedè          |
|    | Italia (bandiera) | C     | Ilaria Dell'Agostino |
|    | Italia (bandiera) | D     | Carlotta Di Giulio   |
|    | Italia (bandiera) | P     | Cecilia Di Giulio    |
|    | Italia (bandiera) | P     | Giada Ferraro        |
|    | Italia (bandiera) | D     | Ilaria Franchin      |

| N. |                   | Ruolo | Calciatrice          |
| -- | ----------------- | ----- | -------------------- |
|    | Italia (bandiera) | C     | Michela Greco        |
|    | Italia (bandiera) | C     | Federica Laddaga     |
|    | Italia (bandiera) | C     | Jessica Mantuano     |
|    | Italia (bandiera) | P     | Francesca Montemurro |
|    | Italia (bandiera) | D     | Giulia Pagano        |
|    | Italia (bandiera) | A     | Lorenza Pantusa      |
|    | Italia (bandiera) | C     | Laura Pasinetti      |
|    | Italia (bandiera) | D     | Irene Peschiera      |
|    | Italia (bandiera) | C     | Chiara Pignedoli     |
|    | Italia (bandiera) | C     | Silvia Piva          |
|    | Italia (bandiera) | A     | Agnese Ricco         |
|    | Italia (bandiera) | C     | Ilenia Sancassani    |
|    | Italia (bandiera) | D     | Francesca Sironi     |
|    | Italia (bandiera) | D     | Francesca Vitale     |

## Risultati

### Serie A

#### Girone di andata
| Arbitro: | Stefano Cortinovis (Bergamo) |

|  |           |                                        |
|  | Marcatori | 35’ Spanu 53’ (aut.) Vitale 92’ Sodini |

| Arbitro: | Alberto Sartori (Conselve) |

|                    |           |           |
| Santacatterina 12’ | Marcatori | 69’ Ricco |

| Arbitro: | Riccardo Annaloro (Collegno) |

|                        |           |  |
| Laddaga 16’ Vitale 73’ | Marcatori |  |

| Arbitro: | Giuseppe Urraro (Nola) |

|             |           |  |
| Rosucci 84’ | Marcatori |  |

| Arbitro: | Enrico Olmo Spolaore (Torino) |

|            |           |                                                 |
| Brutti 52’ | Marcatori | 7’, 72’ Guagni 60’ Salvatori Rinaldi 65’ Linari |

| Arbitro: | Sergio Posado (Schio) |

|                                    |           |  |
| Pagano 14’ (aut.) Vicchiarello 61’ | Marcatori |  |

| Arbitro: | Davide Miele (Torino) |

|  |           |                                      |
|  | Marcatori | 10’ Rocha 16’, 65’ (rig.) Gabbiadini |

| Arbitro: | Raffaele Agrò (Terni) |

|                         |           |                      |
| Bartoli 49’ Barreca 80’ | Marcatori | 41’ Piva 93’ Laddaga |

| Arbitro: | Nicola Andreoli (Brescia) |

|                         |           |  |
| Coppola 10’ Adegoke 92’ | Marcatori |  |

| Arbitro: | Ibrahim Ramy Kamal (Jouness) |

|  |           |                        |
|  | Marcatori | 14’ Panico 75’ Fuselli |

| Mozzanica 21 gennaio 2012 11ª giornata | Mozzanica                  | 0 – 0 referto | ACF Milan | Stadio Comunale\| Arbitro: \| Riccardo Campana (Seregno) \| |
| Arbitro:                               | Riccardo Campana (Seregno) |               |           |                                                             |

| Arbitro: | Stefano Comunian (Biella) |

|  |           |             |
|  | Marcatori | 71’ Pastore |

| Arbitro: | Tommaso Sattin (Rovigo) |

|                        |           |  |
| Parisi 77’ Bonetti 92’ | Marcatori |  |

#### Girone di ritorno
| Arbitro: | Francesco Savalla (Novara) |

|                                |           |  |
| Sodini 40’ (rig.) Bonansea 93’ | Marcatori |  |

| Arbitro: | Luca Torsello (Nichelino) |

|              |           |                         |
| Franchin 69’ | Marcatori | 50’ Tombola 84’ Laterza |

| Arbitro: | Giuseppe Mansi (Nocera Inferiore) |

|                                   |           |                    |
| De Luca 68’ Berarducci 75’ (rig.) | Marcatori | 49’ (rig.) Laddaga |

| Arbitro: | David Capelli (Bergamo) |

|  |           |                                               |
|  | Marcatori | 2’ Cernoia 34’ Sabatino 40’ Ferrandi 82’ Boni |

| Arbitro: | Marco Campagna (Lucca) |

|                                              |           |  |
| Guagni 23’ (rig.), 25’ Salvatori Rinaldi 34’ | Marcatori |  |

| Arbitro: | Simone Sozza (Seregno) |

|           |           |                                              |
| Ricco 27’ | Marcatori | 15’ Vicchiarello 30’, 60’ Cester 15’ Zanetti |

| Arbitro: | Stefano Gosetto (Schio) |

|  |           |           |
|  | Marcatori | 41’ Ricco |

| Arbitro: | Alex Cavallina (Parma) |

|            |           |             |
| Sironi 50’ | Marcatori | 75’ Barreca |

| Arbitro: | Nicola Andreoli (Brescia) |

|  |           |                                                        |
|  | Marcatori | 20’ Coppola 25’ (rig.) Bertoni 31’ Pellizzoni 60’ Erba |

| Arbitro: | Giovanni Meloni (Carbonia) |

|                                                                        |           |  |
| Iannella 24’ Panico 40’, 45’, 47’, 82’ Fuselli 54’ Maglia 69’ Tona 80’ | Marcatori |  |

| Arbitro: | Davide Miele (Torino) |

|              |           |            |
| Mantuano 60’ | Marcatori | 87’ Tonani |

| Arbitro: | Valentina Finzi (Foligno) |

|                          |           |                           |
| Dulbecco 20’ Pastore 22’ | Marcatori | 90’ (rig.) Greco 93’ Dedè |

| Arbitro: | Francesco Savalla (Novara) |

|             |           |                                                       |
| Laddaga 71’ | Marcatori | 1’ Riboldi 8’ Sorvillo 23’ Camporese 43’ Alice Parisi |

### Coppa Italia

#### Primo turno
| Monza 25 settembre 2011, ore 15:30 (CEST) | Fiammamonza | 1 – 3 | ACF Milan | Stadio Gino Alfonso Sada |

#### Secondo turno
| San Donato Milanese 1º novembre 2011, ore 15:00 (CEST) | ACF Milan | 5 – 3 | Inter Milano | Campo sportivo "Snam 1" |

#### Ottavi di finale
| Arbitro: | Gabriele Bertelli (Busto Arsizio) |

|                                                      |           |           |
| Rosucci 20’ Alborghetti 45’ Cernoia 70’ Sabatino 75’ | Marcatori | 50’ Croce |

## Statistiche

### Statistiche di squadra
| Competizione | Punti | In casa | In casa | In casa | In casa | In casa | In casa | In trasferta | In trasferta | In trasferta | In trasferta | In trasferta | In trasferta | Totale | Totale | Totale | Totale | Totale | Totale | DR  |
| Competizione | Punti | G       | V       | N       | P       | Gf      | Gs      | G            | V            | N            | P            | Gf           | Gs           | G      | V      | N      | P      | Gf     | Gs     | DR  |
| ------------ | ----- | ------- | ------- | ------- | ------- | ------- | ------- | ------------ | ------------ | ------------ | ------------ | ------------ | ------------ | ------ | ------ | ------ | ------ | ------ | ------ | --- |
| Serie A      | 12    | 13      | 1       | 2       | 10      | 8       | 33      | 13           | 1            | 4            | 8            | 7            | 27           | 26     | 2      | 6      | 18     | 15     | 60     | -45 |
| Coppa Italia | -     | 1       | 1       | 0       | 0       | 5       | 3       | 2            | 1            | 0            | 1            | 4            | 5            | 3      | 2      | 0      | 1      | 9      | 8      | +1  |
| Totale       | -     | 14      | 2       | 2       | 10      | 13      | 36      | 15           | 2            | 4            | 9            | 11           | 32           | 29     | 4      | 6      | 19     | 24     | 68     | -44 |